# امسویل
امسویل (به انگلیسی: Amsoil) یک شرکت آمریکایی مستقر در سوپریر، ویسکونسن (به انگلیسی: Wisconsin Superior) است که روان‌کننده‌ها و فیلترها را بسته‌بندی و تنظیم می‌کند. شعار شرکت «اولین در مواد مصنوعی» است.